# Estación de Miraflores
Miraflores, también llamada Zaragoza-Miraflores, es una estación ferroviaria situada en la ciudad española de Zaragoza. Forma parte de la red de Cercanías Zaragoza, operada por Renfe y cuenta con servicios de media distancia. Se encuentra en el distrito de San José, próxima al Pabellón Príncipe Felipe y a la Facultad de Veterinaria, principales focos que dan sentido a la estación, así como de la entrada de la ciudad desde el este. La estación actual fue construida sobre la antigua estación de RENFE y fue abierta, en precario, con el resto de la línea de cercanías el 11 de junio de 2008. Se trata actualmente del final de línea de cercanías C-1 por el Este.

## Situación ferroviaria
La estación forma parte de los trazados de las siguientes líneas férreas:
- Línea férrea de ancho ibérico Madrid-Barcelona, punto kilométrico 344,3.[1]
- Línea férrea de ancho ibérico Miraflores-Tarragona, punto kilométrico 344,3.[1]

## La estación
Miraflores fue planificada a raíz del proyecto de una línea de cercanías en la ciudad, junto con la remodelación ferroviaria que supuso la llegada de la alta velocidad a Zaragoza. Esta estación es el extremo este de la línea de tren que traviesa la ciudad a través de un túnel existente bajo la Avenida de Goya y su prolongación por la Avenida del Tenor Fleta.
El proyecto de la estación, todavía no finalizada, incluye el cubrimiento de las vías en Tenor Fleta alargando la calle hasta la Z-30 además de las instalaciones de Cercanías. La estación incluye instalaciones eléctricas para la línea. Se encuentra comunicada con el resto de la ciudad por las líneas 25, 38, 44, 51 y 52 de los Transportes Urbanos de Zaragoza.
La estación cuenta con accesos a andén por escalera mecánica o por ascensor. No cuenta con un aparcamiento propiamente dicho, sino que un descampado frente a la entrada hace esa función. Esto causa que, aunque la estación esté adaptada a usuarios con discapacidad, sea difícil el acceso a este tipo de usuarios.

### Críticas
La ubicación de la estación ha sido frecuentemente criticada en la ciudad al estar en el final del tramo urbanizado y consiguientemente con poca población, pudiéndose haber escogido zonas completamente urbanizadas como la intersección de la avenida del Tenor Fleta con la avenida de San José, aunque parece formar parte de una apuesta de futuro por el desarrollo de la ciudad al este, lo que coincidía con las intenciones del alcalde Juan Alberto Belloch de trasladar el estadio del Real Zaragoza a las inmediaciones y celebrar una exposición sobre horticultura —Expo Paisajes 2014— en la zona, convirtiendo el entorno de la estación en futura zona integrada en la ciudad. Sin embargo, en 2011, se renunció a la celebración de dicha exposición y actualmente el proyecto del Nuevo estadio de San José está descartado de manera oficiosa. A principios de 2014 hubo reestructuración de líneas en AUZSA, por la cual la línea 44 tiene como final del trayecto esta estación.

## Historia

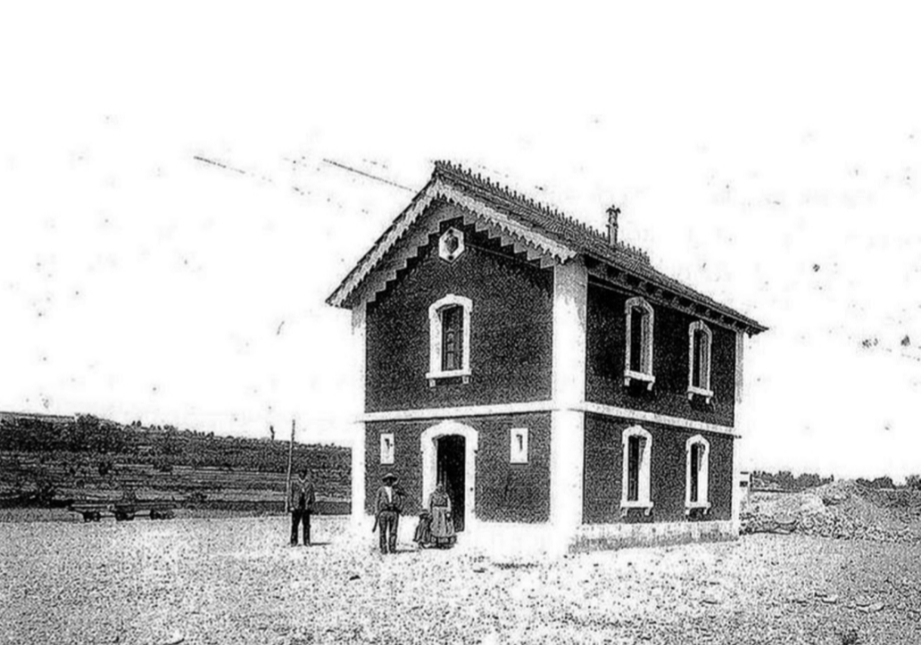
Estación de Miraflores en 1884.

## Servicios ferroviarios

### Media Distancia
Renfe ofrece amplios servicios de Media Distancia gracias a sus trenes Regionales o Regional Exprés que permiten viajar a destinos como  Burgos, Logroño, Tardienta, Barcelona, Mora la Nueva o Lérida. Además unos automotores diésel alcanzan Valencia por Teruel y Canfranc por Huesca.

### Cercanías
La estación forma parte de la línea C−1 de la red de Cercanías Zaragoza operada por Renfe, siendo actualmente su terminal este.

## Conexiones

### Autobús Urbano
- 44 (Estación de Miraflores - Actur / Rey Fernando)
- 51 (Estación de Miraflores - Estación delicias)